# Dorcopsoides fossilis
Dorcopsoides fossilis (лат.) — вид вымерших сумчатых млекопитающих из семейства кенгуровых, типовой и единственный в роде Dorcopsoides.

## Описание
Описан в 1967 году по хорошо сохранившимся нижним челюстям, фрагментам черепов и заднезатылочных участков, найденных в верхнемиоценовых образованиях Алькута (англ. Alcoota) на северо-востоке от города Алис-Спрингс на Северной Территории.
По размеру был примерно с филандера. Родовое название (Dorcopsoides) указывает на сходство с кустарниковыми кенгуру (Dorcopsis; др.-греч. εἶδος — вид, наружность, качество), ныне обитающими на Новой Гвинее и соседних островах. Видовое название (лат. fossilis) выражает ископаемый характер остатков.